# A13 (motorväg, Belgien)
A13 är en motorväg i Belgien som går mellan Antwerpen och Liège. Motorvägen går via Hasselt. 